# El bolero
«El bolero» es un sencillo de la cantautora argentina Yami Safdie y el cantautor argentino Milo J, lanzado el 16 de noviembre de 2022 a través del sello Warner Music Argentina. El sencillo forma parte del álbum de estudio debut Dije que no me iba a enamorar (2022) de Yami Safdie.
El 2 de febrero de 2023, Safdie publicó una versión acústica del sencillo en YouTube y Spotify, con una duración de 3:29 minutos. Esta versión también fue lanzada por el sello WM Argentina.
El 19 de diciembre de 2024, Milo J lanzó una versión en vivo del tema a través de YouTube y Spotify, como parte de su álbum en vivo 18 (En Vivo Estadio de Morón). Esta versión tiene una duración de 3:49 minutos y fue publicada bajo el sello Dale Play Records.

## Antecedentes
A través de sus redes sociales, la cantante Yami Safdie anunció el tracklist de su álbum de estudio Dije que no me iba a enamorar, en el que destaca la canción «El bolero», en colaboración con el cantante argentino Milo J. El álbum fue lanzado el 16 de noviembre de 2022, incluyendo dicha canción.